# Scheingenauigkeit
Unter Scheingenauigkeit oder Pseudogenauigkeit versteht man in Statistik und Naturwissenschaften die Erfassung oder Darstellung von Daten oder Ergebnissen mit einer Auflösung, die sich aus der Genauigkeit der zugrundeliegenden Messungen oder Daten nicht ableiten lässt.
In der Rhetorik können übertrieben genaue Zahlenangaben dem Zweck dienen, den Eindruck einer akkuraten Datengrundlage und wissenschaftlichen Fundierung zu vermitteln und zu dem Fehlschluss verleiten, der Vortragende sei kompetent und glaubwürdig.

## Ursachen und Konsequenzen

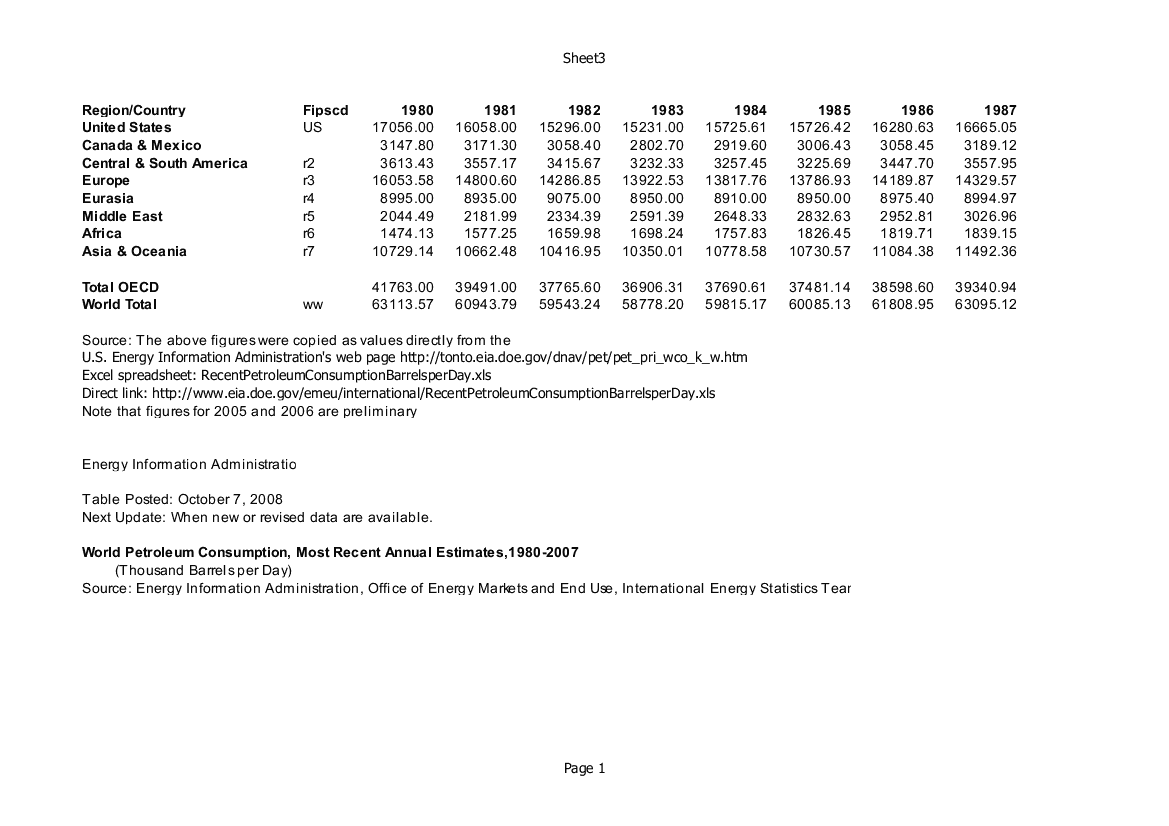
Mit Scheingenauigkeit erfasster Ölverbrauch pro Tag nach Erdteilen

Ursachen für Scheingenauigkeit können sein:
- Die signifikanten Stellen werden nicht richtig berücksichtigt; am häufigsten geschieht das, wenn zwei Messwerte miteinander verrechnet werden, die unterschiedliche Genauigkeiten aufweisen. Hierbei muss zur Ergebnisbestimmung so gerundet werden, dass die Genauigkeit des weniger genauen Wertes zum Tragen kommt, ansonsten suggeriert das Ergebnis eine Genauigkeit, die es nicht haben kann.
Beispiel: wenn die zwei Messwerte 24,76 cm und 34,1234 cm miteinander verrechnet werden, z. B. durch Addition, so darf das Endergebnis nicht 58,8834 cm lauten, sondern lediglich 58,88 cm. Der Grund hierfür ist, dass es immer Messungenauigkeiten gibt, und wenn nichts anderes angegeben wird, gilt die letzte Stelle als gerundet. Demnach ist bei 24,76 eine Genauigkeit von ±0,005 anzunehmen. Ein Endergebnis von 58,8834 würde aber eine Genauigkeit von ±0,00005 suggerieren. Wenn aber der erste Messwert wirklich so genau ist, notiert man es mit entsprechend vielen Stellen, also 24,7600.
→ siehe auch: Schreibweise von Zahlen#Gerundete Zahlen
- Auf dem Computer berechnete Ergebnisse werden manchmal in Publikationen übernommen, ohne dass die Werte gerundet oder Angaben zur Genauigkeit gemacht werden. Der Computer rechnet in der Regel auf 16 Dezimalstellen genau (Doppelte Genauigkeit) und gibt das Ergebnis typischerweise mit sechs Stellen aus (falls nicht anders konfiguriert), und der Benutzer sollte den Wert dann sinnvoll runden.
Beispiel: Wenn für einen Fußball ein Durchmesser von 22 cm angegeben ist, erhält man den Umfang durch Multiplikation mit der Kreiszahl π, was ein unrundes Ergebnis liefert, und es wäre nun unsinnig, das Ergebnis mit sechs Stellen anzugeben, denn man kann hier bestenfalls eine Genauigkeit von 1 mm annehmen.
- Messwerte werden bewusst mit Scheingenauigkeit angegeben, um Daten und Statistiken zu manipulieren. Denn in der Regel hält man Statistiken für umso genauer und glaubwürdiger, je mehr Stellen sie uns präsentieren.

Die Weiterverarbeitung dieser Daten führt zu Problemen, da viele statistische Verfahren nicht auf den Originaldaten basieren, sondern auf Rangfolgen derselben. Aufgrund der Scheingenauigkeit der Daten kann jetzt jedem Datum ein eindeutiger Rang zugeordnet werden, wo früher der Mittelwert der Ränge mehrerer Daten als Rang zugeordnet wurde. Dies kann zu Verfälschungen in den verwendeten statistischen Verfahren führen.

## Beispiele

### Blutdruckmessung
Automatische Blutdruckmessgeräte geben den ermittelten Messwert in der Regel auf 1 mmHg genau an. Bei der Lagerung des Patienten oder Bewegungen während des Messvorgangs können allerdings leicht Abweichungen von mehreren mmHg entstehen. Diese Auflösung ist diagnostisch allerdings nicht bedeutsam und würde die Lesbarkeit auf den ersten Blick erschweren, daher wird in der klinischen Praxis der Messwert für die Notation in der Pflegedokumentation auf die nächste Zehnerstelle gerundet, also auf volle cmHg.

### Robert Edwin Peary
Im Tagebuch des Polarforschers Peary war notiert, dass er am 6. April 1909 die Position 89°57'11" nördlicher Breite erreicht hatte. Damit war er nur noch knapp 5 km vom Nordpol entfernt und hatte ihn faktisch erreicht.
Die Positionsangabe impliziert, dass Peary seine Position auf eine Bogensekunde genau bestimmen konnte. Das entspricht einer Genauigkeit von ca. 30 m. Doch selbst mit dem satellitengestützten Global Positioning System wurde im Jahr 2000 nur eine Genauigkeit von 15 m erreicht. Peary konnte seine Position mit seinen Instrumenten also gar nicht so genau angeben.
Man geht heute davon aus, dass die Genauigkeit seiner Instrumente bei ca. 15' lag, d. h. er konnte seine Position nur auf ca. 30 km genau bestimmen. In Verbindung mit anderen Ungereimtheiten in seinen Angaben ergeben sich erhebliche Zweifel daran, ob Peary wirklich dem Nordpol nahe war.

### Todesfallstatistik

Todesursachengruppen in Deutschland im Jahr 2012 aus dem Deutschen Krebsatlas

Im Jahr 2012 waren laut Statistischem Bundesamt 340.217 der insgesamt 869.582 Todesfälle auf Krankheiten des Kreislaufsystems zurückzuführen. Aufgrund der Ungenauigkeit der Todesursachenstatistik, z. B. wegen nur geringer Autopsiezahlen, halten Kritiker bestenfalls die erste oder die ersten beiden Ziffern für realistisch.

### Höhe des Olymp
Eine griechische Arbeitsgruppe vermaß die Höhe des Olymp mit 2917,727 m in Bezug auf den offiziell anerkannten mittleren Meeresspiegel Griechenlands und mit 2918,390 m in Bezug auf das globale vertikale Bezugssystem (GVD). Beide Angaben sind auf einen Millimeter genau, was schon wegen der Wärmeausdehnung (z. B. Sommer/Winter), Abnutzung der Spitze durch Bergsteiger bei der Besteigung, Plattentektonik usw. unsinnig präzise ist. Zudem erreichen die verwendeten Messmethoden nicht die notwendige Genauigkeit von 1 mm. Die Autoren selbst schreiben: „Employing precise GNSS measurements (accuracy of 1–3 cm), in conjunction with height information from Greece’s National Triangulation Network (5–10 cm accuracy) and an appropriate, recent geoid model (5–6 cm accuracy), we estimate through the so-called GNSS-levelling, the height of Olympus to 2917.727 m with respect to Greece’s officially accepted mean sea level and 2918.390 m with respect to the global vertical datum.“ (dt.: „Mit Hilfe von präzisen GNSS-Messungen (Genauigkeit von 1–3 cm) in Verbindung mit Höheninformationen des nationalen griechischen Triangulationsnetzes (5–10 cm Genauigkeit) und einem geeigneten, aktuellen Geoidmodell (5–6 cm Genauigkeit) schätzen wir durch das so genannte GNSS-Nivellement die Höhe des Olymps auf 2917,727 m in Bezug auf den offiziell anerkannten mittleren Meeresspiegel Griechenlands und 2918,390 m in Bezug auf das globale vertikale Bezugssystem.“)